# Parque da Independência

„Independência ou Morte“ v. P. Américo

Der Parque da Independência (Unabhängigkeitspark) ist eine Parkanlage im Stadtteil Ipiranga in São Paulo, Brasilien mit einer Gesamtfläche von 184.830 m2.

## Geschichte
Hier, am Flüsschen Riacho do Ipiranga, soll Kaiser Pedro I. am 7. September 1822 die Unabhängigkeit Brasiliens vom portugiesischen Mutterland ausgerufen haben („Grito do Ipiranga“).
Diese Szene wird im berühmten Gemälde „Independência ou Morte“ des Malers Pedro Américo von 1888 festgehalten, das im Prunksaal des Museu Paulista ausgestellt ist. Der Ort ist nicht zufällig, handelte es sich doch um das Gebiet des ehemaligen Landsitzes von Oberst João de Castro do Canto e Mello, dem Vater der Marquesa de Santos, der Geliebten des Kaisers.
Schon wenige Monate nach der Unabhängigkeitserklärung kam die Idee auf, zum Gedenken ein Monument der Unabhängigkeit am historischen Ort zu errichten. José Bonifácio, ein Vertrauter des Kaisers, rief 1823 eine öffentliche Ausschreibung ins Leben mit dem Ziel, die zum Bau des Monuments notwendigen Mittel zusammenzubringen. Das Stadtparlament hielt 1825 die exakte Stelle des „grito do Ipiranga“ fest, damit dort das gewünschte Monument errichtet würde. Dabei blieb es jedoch für lange Zeit. Immer wieder empörten sich Besucher der mythischen Stelle darüber, dass in keiner Weise auf die historischen Ereignisse hingewiesen wurde, die hier stattgefunden hatten; nicht einmal der Besuch von Kaiser Pedro II. im Jahre 1846 vermochte die Umsetzung zu beschleunigen.
Als der portugiesische Schriftsteller Augusto Emílio Zaluar den Ort 1869 besuchte, schrieb er:
„Wer São Paulo auf der Straße nach Santos verlässt, wird, nachdem er das malerische Glória passiert hat, welches wegen eines Hauses bekannt ist, das man abseits des Weges sieht, und wegen des Echos, welches dort in schönen Mondscheinnächten besonders eindrucksvoll ist, nach etwas mehr als einer Meile als erste Sehenswürdigkeit einen sterilen, einsamen und verlassenen Ort finden, wo gerade mal einige Gräser und verkrüppelte Sträucher wachsen, zwischen denen sich ein tristes Rinnsal dahinschlängelt, und wo Einsamkeit und Stille herrschen. Dieser Ort wird campina do Ipiranga genannt! Es gibt dort nicht ein Monument, keine Säule, keinen Stein, nicht einmal wenigstens eine Tafel, welche den Vorbeigehenden darauf aufmerksam macht, dass er sich auf dem Schauplatz befindet, an dem das großartigste Ereignis der Geschichte des Landes seinen Lauf nahm und wo sich der unsterbliche Tag der Unabhängigkeit eines Volkes verewigte.“
Das Vorhaben kam mangels Geldmittel und mangels Konsens erst 1890 mit der Einweihung des Museu Paulista zum Abschluss.

## Sehenswürdigkeiten
Der Parque da Independência umfasst vier Sehenswürdigkeiten:

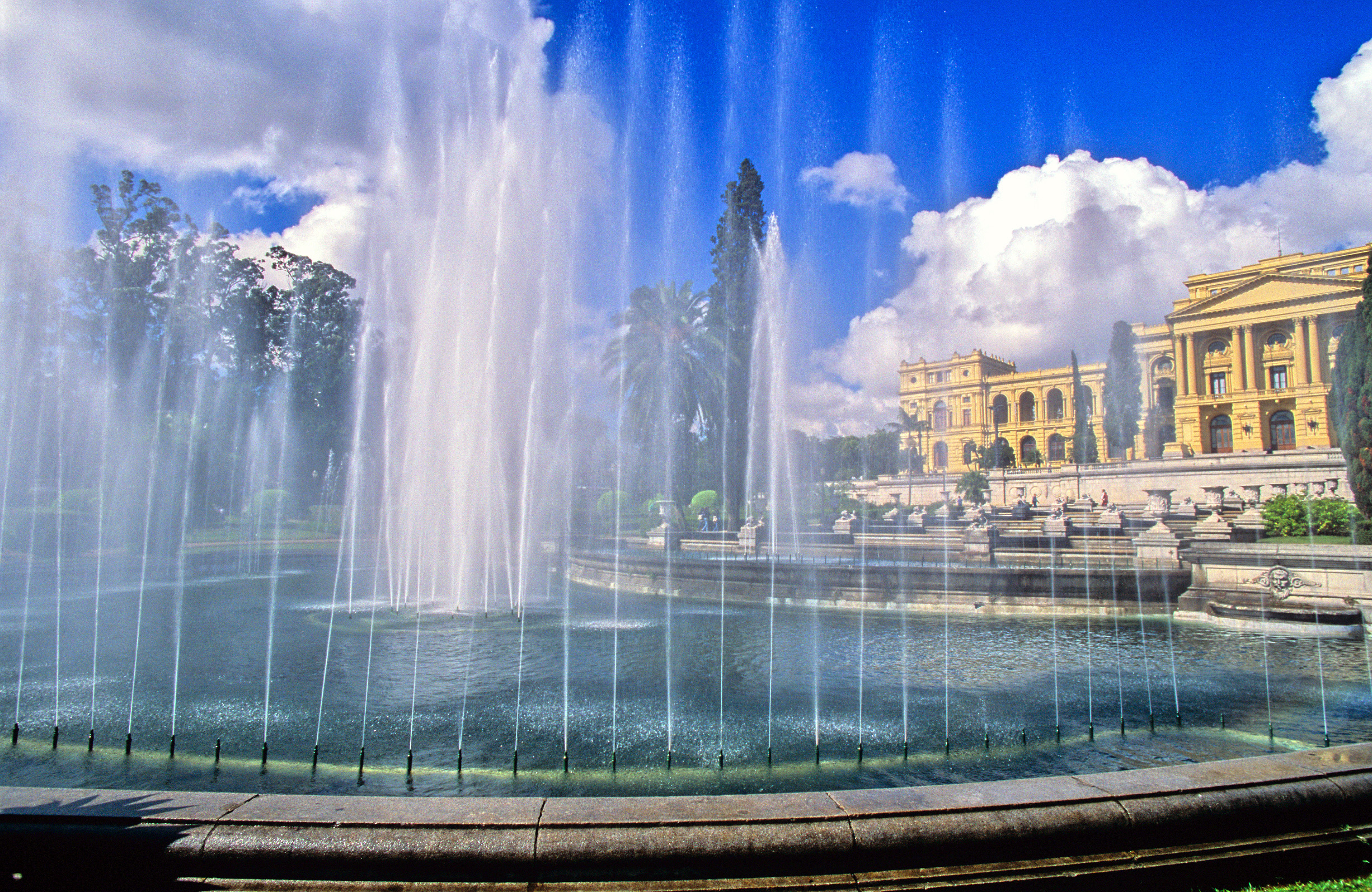
Das Museu Paulista

### Das Museu Paulista, auch Museu do Ipiranga genannt
Das Museu Paulista wurde als Denkmal an die Unabhängigkeit Brasiliens vom italienischen Ingenieur Tommaso Gaudenzio Bezzi, dessen Entwurf von 1881 drei Jahre später durch die Provinzregierung angenommen wurde, geplant und zwischen 1885 und 1889 vom ebenfalls italienischen Architekten Luigi Pucci errichtet. Bei dem Bauwerk handelt es sich um einen Palastbau im neoklassischen (eklektistischen) Stil, der nach dem vereinfachten Idealmodell eines Renaissance-Palastes gestaltet ist. Ein eleganter, mit Portiken versehener Zentralbau mit zwei großen Seitenflügeln charakterisieren das Gebäude. Die Gesamtlänge der Fassade beträgt 123 Meter. Der realisierte Bau entspricht nicht dem ursprünglichen, im Museum ausgestellten Modell. Dieses sah einen zusätzlichen Abschlusstrakt an jeder Seite vor.
Es ist anzunehmen, dass praktisch die gesamte Baumannschaft aus Italienern bestanden haben muss (die an vielen anderen Großprojekten jener Zeit in São Paulo beteiligt waren), da die Brasilianer, die zu der Zeit immer noch in traditioneller Schilfrohrtechnik bauten, wahrscheinlich nicht genügend Fachkräfte zur Realisierung eines solchen Monumentalbaus aus Stein hätten zusammenziehen können.
1889 wurde der Bau für beendet erklärt, obwohl die Freitreppe und die Eingangshalle noch nicht fertiggestellt waren, weil die notwendigen Materialien nicht rechtzeitig aus Italien eingetroffen waren. Diese werden wenig später fertiggestellt.
Das Museum zeigt mit einem Fundus von 125.000 Objekten eine völkerkundlich-historische Ausstellung über Brasilien und insbesondere eine Abteilung zur Geschichte São Paulos, die u. a. ein Modell der Stadt im Jahre 1841 besitzt. Das Museum gehört zur Universität von São Paulo und ist als Forschungs- und Lehrbetrieb sehr aktiv.
Den ursprünglichen Grundstein der Sammlung bildet das Inventar des ehemaligen Muséu Sertório, welches dem Obersten Joaquim Sertório gehörte, und von Francisco de Paula Mayrinck 1890 als Geschenk an den Staat São Paulo von diesem erworben wurde. Das Museu Paulista als Institution wurde 1893 durch ein Gesetz ins Leben gerufen, und die Sammlung Sertório wurde daraufhin 1894 in den Museumspalast verbracht.
Die feierliche Eröffnung des Museu Paulista fand am 7. September 1895 statt.
Im Laufe der Jahre wurde der Palastbau mit weiteren dekorativen Elementen versehen. Namentlich wurden zwei aus der Hand des italienischen Bildhauers Luigi Brizzolara stammende große Statuen der Bandeirantes António Raposo Tavares und Fernão Dias Paes aufgestellt.

### Die Gärten
Die dem Museu Paulista direkt vorgelagerten Gärten sind - in beschränktem Umfang - den Gärten von Versailles nachempfunden.
Deren Gestaltung wurde 1907 vom damaligen Landwirtschaftsminister, dem Arzt Carlos Botelho, beim belgischen Landschaftsgestalter Arsenius Puttemans in Auftrag gegeben und von diesem zwischen 1908 und 1909 realisiert.
Anlässlich des 100-jährigen Jubiläums der Unabhängigkeit wurden die Gartenanlagen 1922 um weitere 1.500 m2 erheblich erweitert.
Die ganze Pracht der Wasserspiele und Grünanlagen entfaltet sich seit der umfassenden Renovation der Anlagen 2004 wieder vollständig.

### Die Casa do Grito
Im unteren Teil der Gartenanlage steht ein Gebäude in alter Schilfbauweise. Angeblich soll es sich hier um das auf Pedro Américos Bild „Independência ou Morte“ zu sehende Gebäude sein. Die Gelehrten streiten sich jedoch darüber. Tatsache ist, dass das Gebäude urkundlich nachweisbar erst 1884 Erwähnung findet. Das Haus steht seit 1975 unter Denkmalschutz.

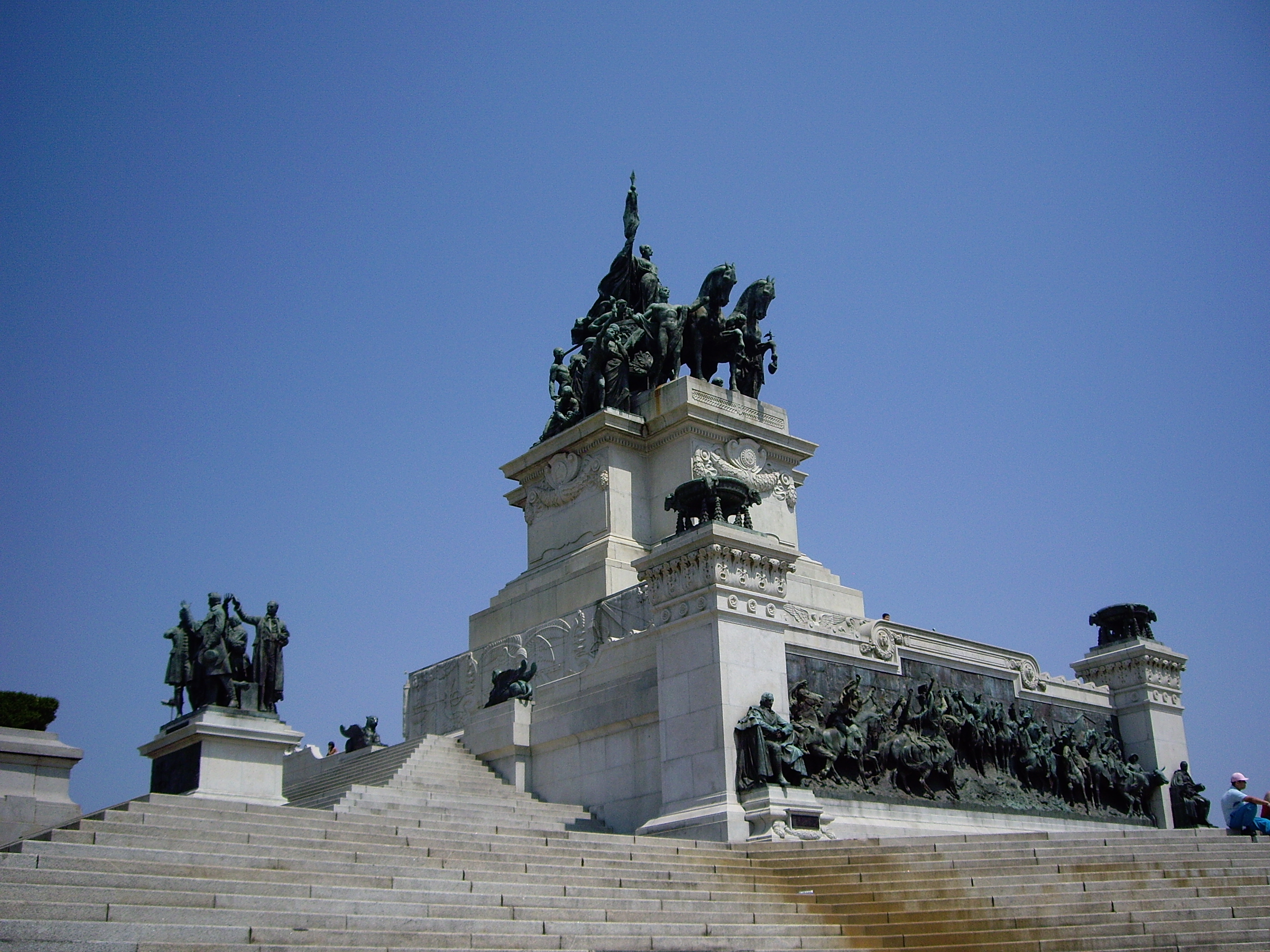
Monumento à Independência

### Das Monument der Unabhängigkeit
Im unteren Teil des Parks steht das riesige Monument der Unabhängigkeit. Das 1922 anlässlich der 100-Jahr-Feier der Unabhängigkeit eingeweihte und 1926 fertiggestellte monumentale Ensemble wurde vom italienischen Bildhauer Ettore Ximenes gestaltet und zeigt verschiedene große Köpfe der brasilianischen Unabhängigkeit. Im Inneren befinden sich die Grabmäler des brasilianischen Kaisers Dom Pedro I. und seiner zwei Gemahlinnen Leopoldina und Amélie.